# Ачинкинкан
Ачинкинка́н (Орло́ва) — небольшой остров при входе в бухту Пенкегней пролива Сенявина Берингова моря у юго-восточной оконечности Чукотского полуострова. Административно относится к Провиденскому району Чукотского автономного округа.
В переводе с чук. Эчъынкпикэн — «жирный», назван в сравнении с соседним островом Меркинкан — «тощий».
Был нанесён на карту Ф. П. Литке в 1828 году как остров Орлова — по фамилии офицера, участвовавшего здесь в гидрографических работах экспедиции.
На острове насчитывается ок. 1,3 тыс. птиц — берингов баклан, крупные чайки, моёвка, тихоокеанский чистик, ипатка, топорок.